# Mordechai Breuer (Rabbiner)

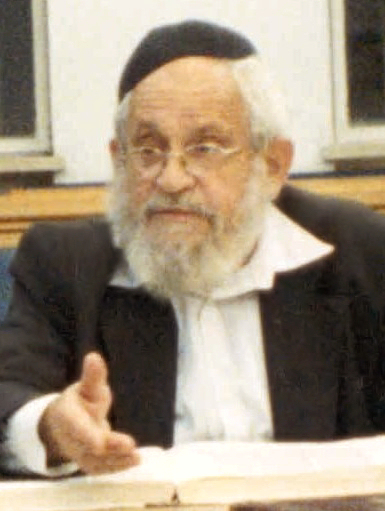
Mordechai Breuer

Mordechai Breuer (hebräisch מרדכי ברויאר; geboren am 14. Mai 1921 in Karlsruhe; gestorben am 24. Februar 2007 in Jerusalem) war ein israelischer Rabbiner und Bibelforscher.

## Leben
Mordechai Breuer war ein Sohn von Samson und Else Leah Breuer. Über seinen Vater war er ein Urenkel von Samson Raphael Hirsch und ein Cousin des 1918 in Frankfurt geborenen Historikers Mordechai Breuer. Nach der Machtergreifung der Nationalsozialisten 1933 emigrierte er mit seiner Familie in das Völkerbundsmandat für Palästina.
Breuer besuchte die Jeschiwa in Hebron und die Kol Torah in Jerusalem. Danach lehrte er den Tanach in verschiedenen Schulen in Israel.
Breuer übersetzte den Torahkommentar von Samson Raphael Hirsch aus dem Deutschen ins Hebräische. Zudem forschte er zum Codex von Aleppo, den er für den Urtext des überlieferten Tanach hielt. Die nach diesen Forschungen gedruckte Bibel Keter Yerushalayim ist die von der Hebräischen Universität Jerusalem und seit 2001 von der Knesseth anerkannte Fassung des Tanachtextes.
Breuer erhielt 1984 den Bialik-Preis und 1999 den Israel-Preis und wurde Ehrendoktor der Hebräischen Universität in Jerusalem.

## Schriften (Auswahl)
(Titel in englischer Transliteration)
- The „Torah-im-derekh-eretz“ of Samson Raphael Hirsch. Feldheim, Jerusalem/New York 1970 (he)
- Keter Aram Tsovah ṿeha-nusaḥ ha-meḳubal shel ha-Miḳra. Mosad ha-Rav Ḳuḳ, Jerusalem 1976 (he)
- Neviʼim rishonim ṿe-aḥaronim. 1978 (he)
- Ta’amey hammiqra be-21 sfarim uvesifrey eme"t. Jerusalem 1981 (he)
- Pirkei Moadot. Jerusalem, 1986 (he)
- Torah im derech eretz : ha-tanuah, isheyah, re-yo-notyah. Bar-Ilan University, Ramat Gan 1987. 1987 (he)
- Keter Yerushalayim : Tanakh ha-Universiṭah ha-ʻIvrit bi-Yerushalayim. Ḳeren Mishpaḥat Ḳarger, Bazel 2000 (he)
- Glaube und wissenschaftliche Bibelauslegung. Aus dem Hebräischen von Matthias Morgenstern in: Judaica. Beiträge zum Verstehen des Judentums 61 (2005), S. 1–19.
- Mordechai Breuer: Über die Bibelkritik (aus dem Hebräischen von Matthias Morgenstern), in: Judaica. Beiträge zum Verstehen des Judentums 58 (2002), S. 18–29.
- Mordechai Breuer: Das Studium der Tora nach der Bibelkritik (aus dem Hebräischen von Matthias Morgenstern), in: Judaica. Beiträge zum Verstehen des Judentums 58 (2002), S. 154–171.